# Bhidea fischeri
Bhidea fischeri là một loài thực vật có hoa trong họ Hòa thảo. Loài này được Sreek. & B.V.Shetty mô tả khoa học đầu tiên năm 1987.